# Polityka procesowa
Polityka procesowa – jeden z rodzajów prowadzenia polityki gospodarczej (obok polityki ładu gospodarczego) polegający na łączeniu ze sobą celów i środków polityki gospodarczej po to, aby móc sterować procesem gospodarczym (np. w przypadku polityki pieniężnej dla sterowania procesem gospodarowania pieniądza). Aby móc najlepiej zrealizować pewien proces, należy dostosować narzędzia polityki gospodarczej do warunków gospodarczych. 
Polityka procesowa działająca w ramach określonego ustroju przy zachowaniu podstaw ustrojowych państwa, wpływa na przebieg procesu gospodarczego. Stosuje ona instrumenty, które łatwo dostosowują się do zmieniających warunków, przy czym mają one ilościowy charakter. Instrumentami są parametry ekonomiczne, rozporządzenia wykonawcze itp. 
Politykę procesową dzieli się na dwie fazy: planistyczną i decyzyjną. W fazie planistycznej analizuje się poszczególne aspekty wpływające na społeczeństwo, gospodarkę aby móc przedstawić stan rzeczywisty i sformułować problem. Następnie bada się odchylenie stanu obecnego od pożądanego i określa kierunki rozwoju polityki gospodarczej. W fazie decyzyjnej następuje uruchomienie i zużycie środków przewidywanych w wybranym programie. Wykorzystuje się dostępne środki polityki gospodarczej do minimalizacji bądź nawet zlikwidowania powstałych wcześniej odchyleń.